# Полоцка губерния
По́лоцка губерния (от 1778 г. – Полоцко наместничество) е административно-териториална единица (губерния) в западната част на Руската империя в периода 1776 – 1796 г.

## История
Образувана е с указ на императрица Екатерина II. от 24 август (4 септември по нов стил) 1776 г. чрез преименуване на Псковска губерния и изваждане от нея на Псковска и Великолуцка провинция. По този начин новата Полоцка губерния включва в себе си териториите на Витебска, Двинска и Полоцка провинции на бившата Псковска губерния, образувани през 1772 г. като част от Псковската губерния върху земите, присъединени към Руската империя по силата на Първата подялба на Полско-литовската държава (1772 г.), сред които витебско и полоцко войводства.
Губернски град е Полоцк.
Площта на губернията е около 39,2 хил. km². Населението – 585 хил. души.
За да се уеднаквят уездите на беларуските губернии по отношение на тяхната площ и население, с указ на императрица Екатерина II от 22 март (2 април по нов стил) 1777 г. е направено ново разпределение на уездите на Могильовска и Полоцка губернии; последната била разделена на 11 уезда.
След Втората подялба на Полско-литовската държава (1793 г.) към Полоцкото наместничество са присъединени левобрежната част на град Полоцк, както и нови земи, в това число град Лепел, който става център на новосъздаденият Лепелски уезд.
С указ на императрица Екатерина II от 10 януари (21 януари по нов стил) 1778 г. Полоцка губерния е преобразувана в Полоцко наместничество.
На 12 декември 1796 г. Полоцкото наместничество
Полоцкото наместничество е премахнато съгласно указа на император Павел I от 12 декември (23 декември по нов стил) 1796 г., като заедно с Могильовското наместничество то е обединено в новосъздадената Беларуска губерния.

## Административно-териториално деление
- Велижски уезд
- Витебски уезд
- Городокски уезд
- Дрисенски уезд
- Динабургски уезд
- Лепелски уезд (от 1793 г.)
- Люцински уезд
- Невелски уезд
- Полоцки уезд
- Режицки уезд
- Себежски уезд
- Суражски уезд

## Ръководители на наместничеството

### Генерал-губернатори
- 1776 – 1782 г.: Захар Григориевич Чернишев
- 1782 – 1796 г.: Пьотр Богданович Пасек

### Управители на наместничеството
- 1778 – 1782 г.: Иван Михайлович Ребиндер
- 1783 – 1784 г.: Михаил Родионович Ланской
- 1784 – 1792 г .: Александър Михайлович Лунин
- 1793 – 1794 г.: Сергей Василиевич Неклюдов
- 1794 – 1796 г.: Михаил Петрович Лопатин